# Ahmad al-Dscharba

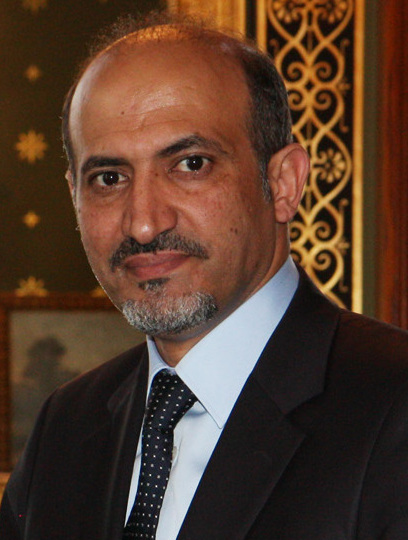
Ahmed Dscharba (2013)

Ahmad al-Dscharba (arabisch أحمد العاصي الجربا, DMG Aḥmad al-ʿĀṣī al-Ǧarbā; * 25. Oktober 1969 in Qamischli, Gouvernement al-Hasaka) ist ein syrischer Politiker, Jurist, Geschäftsmann und Stammesführer. Er war vom 6. Juli 2013 bis zum 12. Juli 2014 Präsident der oppositionellen Nationalkoalition für Oppositions- und Revolutionskräfte (Syrische Nationalkoalition).
Al-Dscharba ist Sunnit und gehört dem Schammar-Stamm an. Er hat einen Bachelor of Law von der Beiruter Arabischen Universität. Er ist entfernt verwandt mit einer der vielen Ehefrauen des saudischen Königs Abdullah und hat enge Beziehungen zu Saudi-Arabien.
Bereits im Jahr 1996 wurde er wegen seiner Aktivitäten gegen die Regierung von Hafiz al-Assad für zwei Jahre inhaftiert. Im März 2011 nahm ihn der Geheimdienst erneut fest und verhörte ihn.
Al-Dscharba steht dem als liberal und säkular geltenden Demokratischen Block von Michel Kilo nahe, der sich 2013 der Nationalkoalition anschloss. Er setzte sich bei einem Treffen der Nationalkoalition in Istanbul im zweiten Wahlgang knapp gegen den von Katar unterstützten und den Muslimbrüdern nahestehenden Geschäftsmann Moustapha Sabbagh durch. Auf al-Dscharba entfielen 55 Stimmen, auf Moustapha Sabbagh 52. Am 5. Januar 2014 wurde er wiedergewählt und setzte sich gegen Riad Farid Hedschab durch. Dscharbas Nachfolger ist Hadi al-Bahra.